# Coricancha
Coricancha (kečuanski: zlatno dvorište) je građevina u centru Cusca, na čijem se prostoru nalazi samostan Santo Domingo.
Najvažniji hram carstva Inka, u njemu su se održavale ceremonije vladara: vjenčanja, svetkovine i sahrane. Tu su bile njihove mumije postavljene na prijestolje od zlata. Gigantski kameni zidovi bili su dugi 140 m, a široki 135.
Zidovi su bili plavi, a vrata i statue u zlatu i dragu kamenju. Tu je postojao disk od zlata, što je predstavljao sunce. Napravljen je tako da reflektira zrake izlazećeg sunca. Konkvistadori su srušili hram i opljačkali ploče od zlata.
Ostao je temelj kao platforma za crkvu Santo Domingo.